# Božičeva ulica, Ljubljana
Božičeva ulica je ena izmed ulic v Ljubljani.

## Zgodovina
Leta 2010 so po Petru Božiču poimenovali novozgrajeni podaljšek Baragove ulice.

## Urbanizem
Cesta poteka od križišča z Baragovo in Vojkovo cesto do krožišča s Štajersko vpadnico (leta 2011 preimenovana iz Titove ceste).

## Javni potniški promet
Po cesti potekata trasi mestnih avtobusnih linij št. 13 in 18.
Na cesti je eno avtobusno postajališče.

### Postajališče MPP
| postajališče    | št. linije |
| --------------- | ---------- |
| 103192 Božičeva | 13, 18     |

| postajališče    | št. linije |
| --------------- | ---------- |
| 103191 Božičeva | 13, 18     |